# Badminton 1943
Höhepunkt des Badmintonjahres 1943 waren die French Open. Skandinavien, Indien und Frankreich waren die Zentren der Sportart im fünften Kriegsjahr. Der internationale Spielbetrieb war nahezu vollständig unmöglich, auch waren nationale Titelkämpfe äußerst rar.
==Internationale Veranstaltungen ==
| Veranstaltung | Herreneinzel   | Dameneinzel   | Herrendoppel                 | Damendoppel                    | Mixed                          |
| ------------- | -------------- | ------------- | ---------------------------- | ------------------------------ | ------------------------------ |
| French Open   | Henri Pellizza | Yvonne Girard | Michel Marret Henri Pellizza | Yvonne Girard Madeleine Girard | Michel Marret Madeleine Girard |

==Nationale Meisterschaften==
| Veranstaltung | Herreneinzel    | Dameneinzel   | Herrendoppel                 | Damendoppel                 | Mixed                          |
| ------------- | --------------- | ------------- | ---------------------------- | --------------------------- | ------------------------------ |
| Dänemark      | Tage Madsen     | Tonny Olsen   | Jesper Bie Børge Frederiksen | Agnete Friis Tonny Olsen    | Jan Schmidt Jytte Thayssen     |
| Indien        | Prakash Nath    | Tara Deodhar  | Ashok Nath Prakash Nath      | Tara Deodhar Sunder Deodhar | Raja Patwardhan Sunder Deodhar |
| Schweden      | Hasse Petersson | Thyra Hedvall | Helge Paulsson Bengt Polling | Thyra Hedvall Märtha Sköld  | Sven Malmfält Greta Lindahl    |